# Women in Revolt
Women in Revolt è un film del 1971 prodotto da Andy Warhol e diretto da Paul Morrissey.
Le stelle del fim sono Jackie Curtis, Candy Darling e Holly Woodlawn, le tre supersar transgender della scena che era nata intorno alla Factory warholiana.

Jacki e Candy erano già presenti in Flesh, mentre Holly era apparsa in Trash. Parteciparono al film anche Jane Forth e Penny Arcade. La colonna sonora è stata filmata da John Cale.

## Produzione
Il film è degno di nota per il fatto che è stato l'ultimo per cui Warhol girò delle scene. Infatti, a metà delle riprese Jackie Curtis minacciò di non completare il film se Warhol non fosse stato dietro alla macchina da presa.